# Manganviolett
Manganviolett (chemisch Ammoniummangan(III)-diphosphat), NH4MnP2O7, ist ein Doppelsalz aus Ammonium und Mangan aus der Gruppe der Diphosphate.

## Eigenschaften

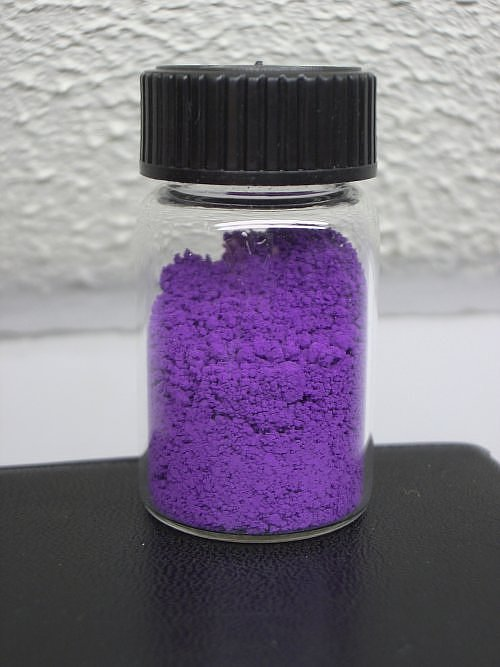
Manganviolett

Das Pigment tritt in zwei verschiedenen Polymorphen auf. Das α-Polymorph besitzt eine monokline Kristallstruktur mit der Raumgruppe P21/c (Raumgruppen-Nr. 14), währenddessen die β-Form ein triklines Kristallsystem mit der Raumgruppe P1 (Raumgruppen-Nr. 2) besitzt.

## Verwendung
Manganviolett wird in der Kosmetik in Eyeliner, Lidschatten, Lippenstift und Nagellack verwendet.